# Podvori
Podvori (en serbe cyrillique : Подвори) est un village de Bosnie-Herzégovine. Il est situé sur le territoire de la ville de Trebinje et dans la république serbe de Bosnie. Selon les premiers résultats du recensement bosnien de 2013, il ne compte plus aucun habitant.

## Géographie
Le village est situé au bord de la rivière Londža.
Il est entouré par les localités suivantes :
|        | Pijavice Čvarići Brova  |                             |
| Ukšići | Podvori                 | Borilovići Vrpolje Ljubomir |
|        | Ukšići Vrpolje Ljubomir |                             |

## Démographie

### Évolution historique de la population dans la localité
| 1948 | 1953 | 1961 | 1971 | 1981 | 1991 | 2013 |
| ---- | ---- | ---- | ---- | ---- | ---- | ---- |
| -    | -    | 122  | 95   | 78   | 53   | 0    |

|  |

### Répartition de la population par nationalités (1991)
En 1991, les 53 habitants du village étaient tous serbes.